# Purbalingga (onderdistrict)
Purbalingga is een onderdistrict (kecamatan) in het regentschap Purbalingga in de Indonesische provincie Midden-Java op Java, Indonesië.
Binnen dit onderdistrict ligt de hoofdstad van het regentschap Purbalingga de stad Purbalingga. Deze is verdeeld over de wijken Purbalingga Lor (noord),  Purbalingga Wetan (oost), Purbalingga Kidul (zuid) en Purbalingga Kulon (west). De omringende plaatsen hebben ook een stedelijk karakter (kelurahans). De plaatsen Jatisaba en Toyareja hebben een landelijk karakter (desa's).

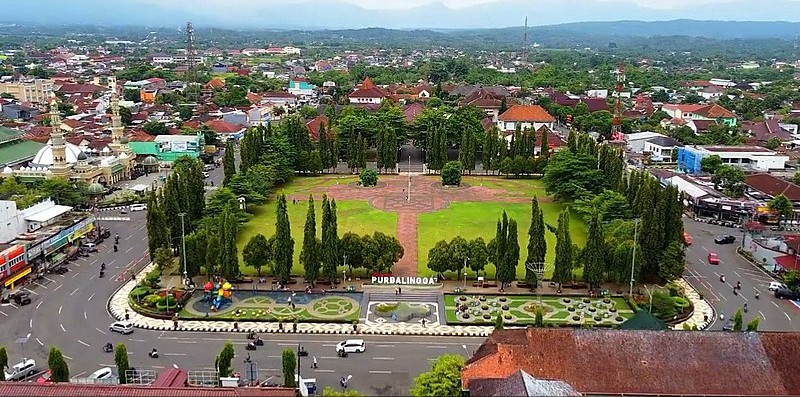
Stadsplein (Alun-alun) van Purbalingga in Purbalingga Lor (noord)

## Onderverdeling
Het onderdistrict Purbalingga is in 2010 onderverdeeld in 13 plaatsen (desa's /kelurahan's), die een administratieve eenheid zijn.  Binnen deze desa's liggen dorpen en gehuchten.
| Plaats code | Naam kelurahan/desa, plaatsen en dorpen | Inwoners in 2010 |
| ----------- | --------------------------------------- | ---------------- |
| 001         | Bojong                                  | 4.944            |
| 002         | Toyareja                                | 2.377            |
| 003         | Kedung Menjangan                        | 2.828            |
| 004         | Jatisaba                                | 2.991            |
| 005         | Bancar                                  | 3.815            |
| 006         | Purbalingga Wetan                       | 4.636            |
| 007         | Penambongan                             | 4.349            |
| 008         | Purbalingga Kidul                       | 6.055            |
| 009         | Kandang Gampang                         | 3.597            |
| 010         | Purbalingga Kulon                       | 2.504            |
| 011         | Purbalingga Lor                         | 6.042            |
| 012         | Kembaran Kulon                          | 4.824            |
| 013         | Wirasana                                | 6.653            |